# تشارلز إيسكليمان
تشارلز إيسكليمان مواليد 28 فبراير 1897 في كان، هو لاعب كرة مضرب سويسري. شارك في دورة الألعاب الأولمبية الصيفية.

## روابط خارجية
- تشارلز إيسكليمان على موقع رابطة محترفي التنس (الإنجليزية)
- تشارلز إيسكليمان على موقع الاتحاد الدولي لكرة المضرب (الإنجليزية)
- تشارلز إيسكليمان على موقع كأس ديفيز (الإنجليزية)
- تشارلز إيسكليمان على موقع أرشيف التنس.كوم (الإنجليزية)
- تشارلز إيسكليمان على موقع خلاصة التنس.كوم (الإنجليزية)
- تشارلز إيسكليمان على موقع أوليمبيديا (الإنجليزية)